# Fool's Gold
Fool's Gold.. (en Hispanoamérica, Amor y tesoro; en España, Como locos... a por el oro) es una película estadounidense de 2008, del género comedia romántica, dirigida por Andy Tennant. Protagonizada por Matthew McConaughey, Kate Hudson, Donald Sutherland, Alexis Dziena, Malcolm-Jamal Warner, Ray Winstone.

## Argumento
Benjamin Finnegan (Matthew McConaughey) y Tess Finnegan (Kate Hudson) son un matrimonio que se dedica a la búsqueda de tesoros, pero que pasan por una crisis matrimonial, al borde la ruptura. Solo encontrar una gran fortuna parece ser la única manera de salvar su relación.

## Reparto
- Matthew McConaughey - Ben 'Finn' Finnegan
- Kate Hudson - Tess Finnegan
- Donald Sutherland - Nigel Honeycutt
- Alexis Dziena - Gemma Honeycutt
- Ray Winstone - Moe Fitch
- Kevin Hart - Bigg Bunny Deenz
- Ewen Bremner - Alfonz
- Brian Hooks - Curtis
- Malcolm-Jamal Warner - Cordell
- Roger Sciberras - Andras

## Producción
Warner Bros. y el director Andy Tennant tenían previsto rodar la película en el Caribe, pero se decidió que se haría en Queensland, Australia, porque la temporada de huracanes en el Caribe podía detener la producción de la película. Las escenas de Key West, fueron filmadas en Port Douglas. El rodaje también tuvo lugar en Brisbane, la Costa de Oro, Hamilton Island, Lizard Island, Airlie Beach y Hervey Bay. Escenas fueron rodadas en Batt Reef, donde Steve Irwin murió a causa de una lengüeta raya en 2006.
Las escenas de interiores fueron filmadas en un escenario de sonido en las instalaciones de los estudios Warner Bros y los actores y el equipo se quedaron en casas de lujo y apartamentos en la Costa Dorada. McConaughey, dijo, "había otros días como el día que fuimos a bucear y nadar con un dugongo, que era muy cool". Se dijo que a Kate Hudson no le gustaba trabajar con McConaughey, debido a su falta de higiene personal. McConaughey ha dicho a menudo que nunca usa colonia o desodorante.
Dos miembros de la tripulación fueron picados por medusas Irukandji durante el rodaje, así que algunas de las escenas del agua fueron filmadas en el Caribe, porque los actores estaban asustados.

## Recepción crítica
La película recibió en general críticas negativas de los críticos. A partir del 2 de marzo de 2008, la revisión del agregador de Rotten Tomatoes informó que el 10% de los críticos de cine dio comentarios positivos, basado en 110 comentarios. Metacritic informó de la película tuvo una puntuación media de 29 de cada 100, basado en 28 comentarios.
Peter Travers de Rolling Stone dio a la película de cero estrellas de 4 y dijo que "atroz de Paris Hilton" The Hottie y la Nottie es "ligeramente mejor". Travers, escribió: "Yo desafío a cualquier comedia de 2008 a ser tan estúpida, floja y sin sexo", como Fool's Gold. Lou Lumenick del New York Post dio a la película 1 estrella de 4 y calificó de "terriblemente coja." Lumenick, dijo: "Todo es básicamente una excusa para mostrar el paisaje", incluyendo ABS McConaughey. Carrie Rickey de The Philadelphia Inquirer dio a la película 1 1 / 2 estrellas de 4 y dijo que "juega como una película de Los Tres Chiflados con equipo de buceo". Pero que una película de Los Tres Chiflados se ilumina junto a este. Rickey describió a McConaughey como "eternamente sin camisa" y Hudson como "peculiar sin alegría". Pete Vonder Haar de Film Threat dio a la película 1 1 / 2 estrellas y dijo que "la resolución no está en duda, los villanos son de comedia en lugar de amenaza, y a nadie parece importarle que participen de una manera u otra, que sus nombres se adjunten a este lío indiferente". Vonder Haar dijo que McConaughey juega fino "como el Dirk Pitt de Sahara, menos la formación de SEAL y unos pocos millones de células cerebrales", y le preguntó "¿Tiene McConaughey alguna cláusula en su contrato que estipula que debe gastar al menos el 51% de una película sin camisa?".

## Taquilla
La película fue estrenada 8 de febrero de 2008 en Estados Unidos y Canadá y recaudó $ 21,5 millones en 3.125 salas de cine su primer fin de semana, situándose en el # 1 en la taquilla. A partir del 14 de septiembre de 2008, la película ha recaudado más de 110,5 millones dólares en todo el mundo - 70,2 millones dólares en los Estados Unidos y Canadá, y 40,3 millones en otros territorios.